# Liu Fang
Liu Fang (em chinês tradicional:劉芳; e em chinês simplificado: 刘芳, Kunming, Yunnan, 10 de Maio 1974 -) solista de Pipa (instrumento musical) y de Guzheng (Cítara chinesa), residente en Montreal desde 1996.

## Discografia
'álbuns a solo :'
- The soul of pipa, vol. 3 : Pipa Music from Chinese folk traditions, Philmultic, 2006
- Emerging Lotus : Chinese traditional guzheng music, Philmultic, 2005
- The soul of pipa, vol. 2 : Chinese classical Pipa Music: from the ancient to the recent, Philmultic, 2003
- The soul of pipa, vol. 1 : Chinese Pipa Music from the classical tradition, Philmultic, Canada, 2001
- Chinese Traditional Pipa Music : Oliver Sudden Productions Inc, Canada/USA, 1997

'Duo et ensembles :'
- Along the Way - Duo pipa & violin : Philmultic, 2010
- Changes - Duo pipa & Guitar : Philmultic, 2008
- Le son de soie : Accords-Croisés/Harmonia Mundi, Paris, 2006
- Mei Hua - Fleur de prunier : ATMA Classique, Canada, 2004
- Arabic and Chinese music : Liu Fang et Farhan Sabbagh, Philmultic, 2000
- Musique chinoise : Solo, duo, et avec orchestre de chambre, Philmultic, 1999